# Citadelle de Roses
La Citadelle des Roses (en espagnol : Ciudadela de Rosas) est une ancienne fortification située dans la municipalité de Roses, comarque de l'Alt Empordà, (province de Gérone en Catalogne),.
Dans ses environs se trouvent divers bâtiments, tels que le Castell de la Trinitat (en) , ainsi que le monastère Santa Maria de Roses, le plus ancien exemple connu du pays d'architecture lombarde. La construction de la citadelle actuelle fut ordonnée par Charles Quint, empereur du Saint-Empire romain germanique, en 1543 en même temps que le Castell de la Trinitat pour la protéger des attaques des pirates et des Français.

## Historique

### Époque grecque

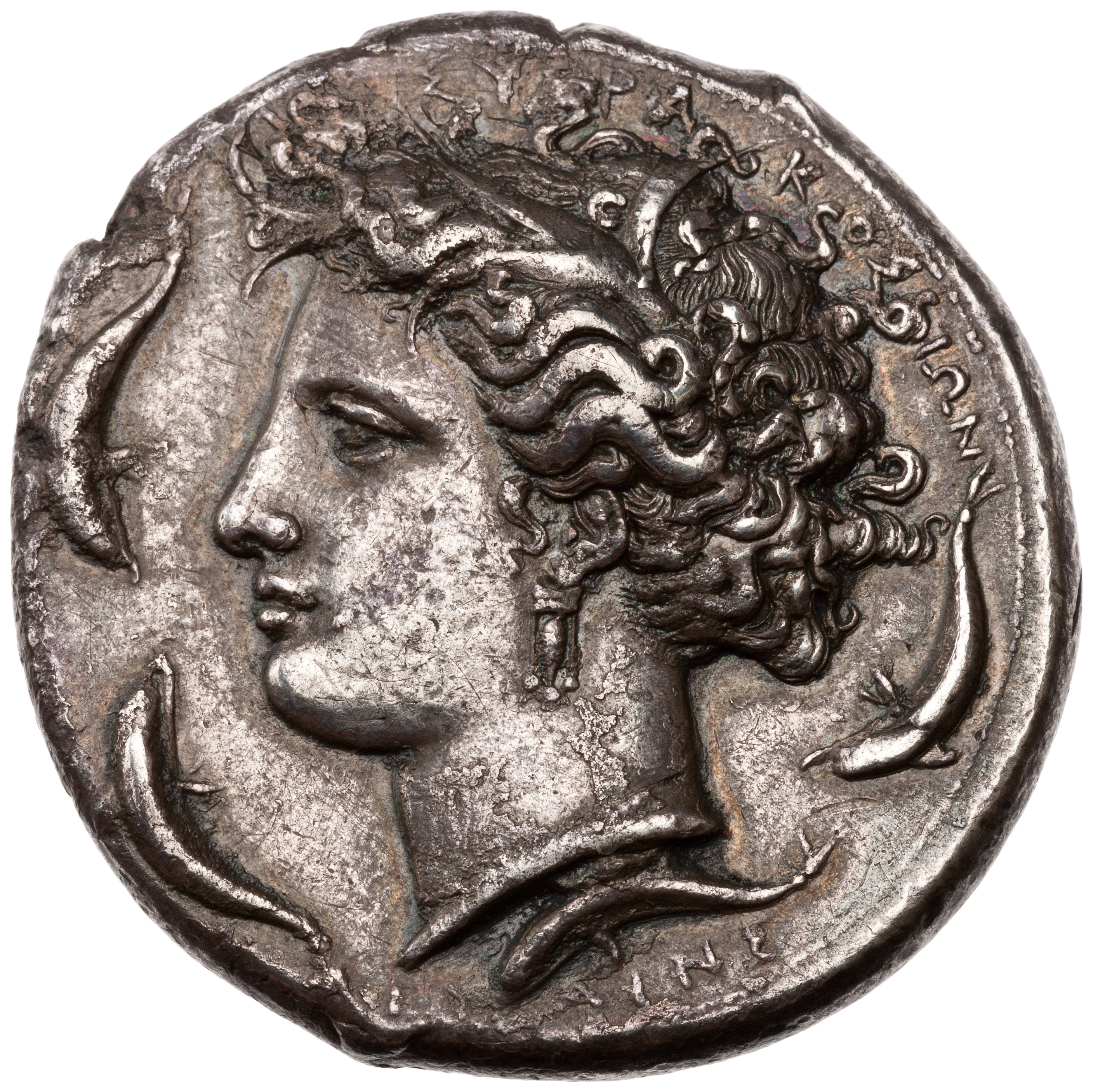
Pièce en argent à l'effigie d'Aréthuse

Les origines de la citadelle remontent au IVe siècle av. J.-C., lorsque les grecs de Massalia créèrent un centre commercial - emporion - dans le golfe de Roses qu'ils devaient défendre contre les Ibères. Au fur et à mesure de son développement au cours du siècle suivant, des pièces de monnaie portant l'inscription ΡΟΔΗΤΩΝ furent frappées avec le buste d'Aréthuse au recto et une rose au verso.

### Époque romaine
Après avoir occupé les environs au début du IIe siècle av. J.-C. lors des guerres puniques, les Romains finirent par piller la ville sous le commandement de Caton l'Ancien.
La colonie romaine qui fut établie par la suite dura presque jusqu'à la fin de l'Empire romain. Au cours de la seconde moitié du Ier siècle, Roses obtient le statut de ville. Un temple à Minerve fut achevé à l'intérieur des fortifications tandis qu'un temple à Vénus fut construit dans les montagnes voisines.

### Moyen Âge

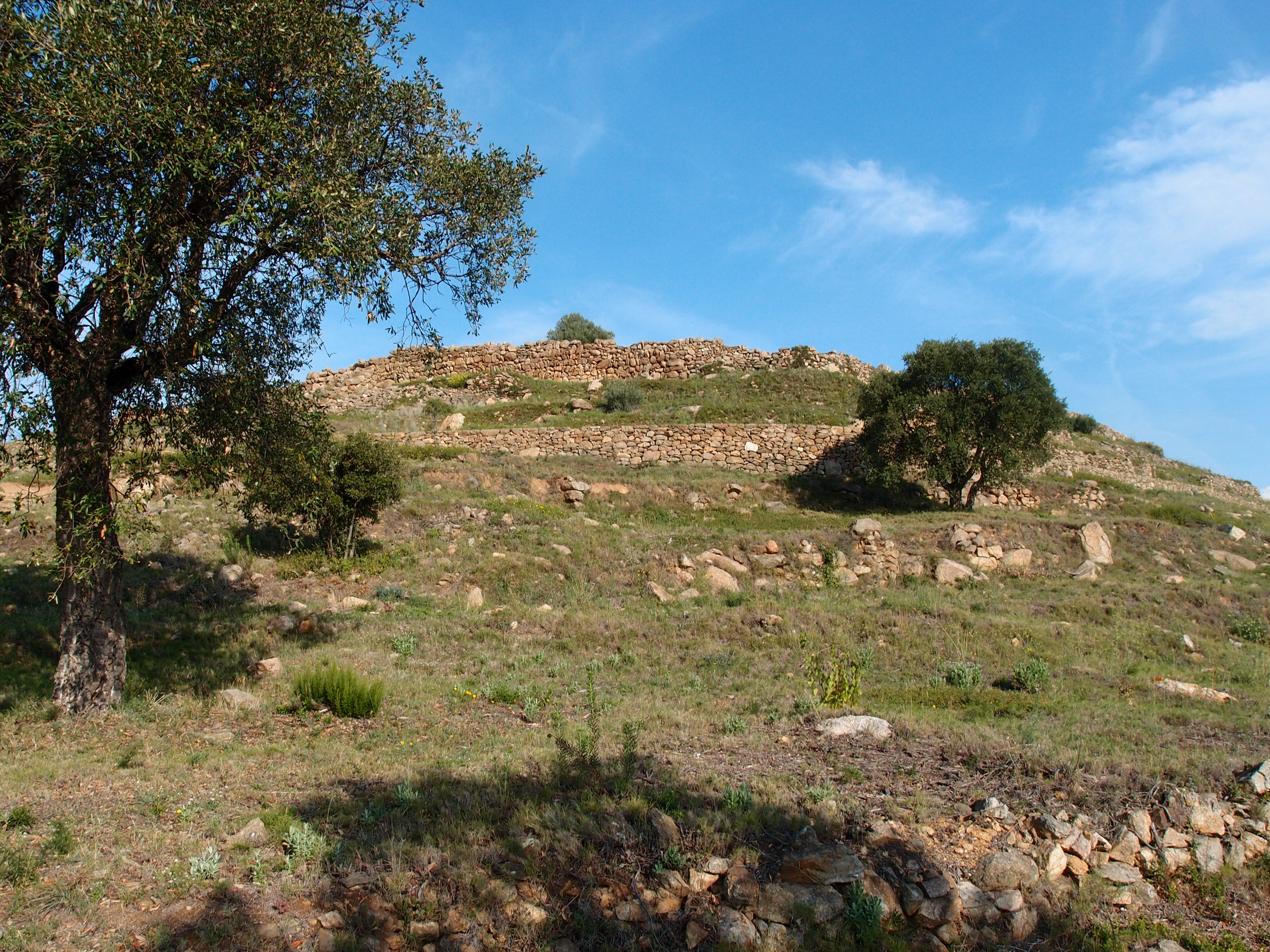
Le castrum wisigoth de Puig Rom

Au VIIe sièclee siècle, les Wisigoths construisirent un fort sur l'un des sommets, le Castrum de Puig Rom, et qui resta en usage jusqu'au début du VIIIe siècle . Après une courte période d'occupation arabe, Roses passa sous le comté d'Empúries gouverné par les Francs jusqu'à l'abolition de la féodalité au IXe siècle. Fondé par des moines bénédictins en 960, le monastère de Santa Maria est rapidement devenu une importante abbaye dotée de ses propres droits de pêche. Le nom de Roses ne fut accordé à la colonie qu'en 1362.
À mesure que Roses gagnait en importance en tant que centre commercial et site stratégique, elle devait de plus en plus être défendue contre les attaques des pirates sarrazins et des Français qui combattaient la couronne d'Aragon. Après que les Français eurent occupé et incendié Roses, Roger de Lauria, commandant la flotte aragonaise, vainquit une flotte française dans la baie et libéra la ville en 1285. Des fortifications furent construites en 1402 pour protéger la ville des attaques de pirates par mer ou par voie terrestre lors des invasions françaises.

### XVIesiècle

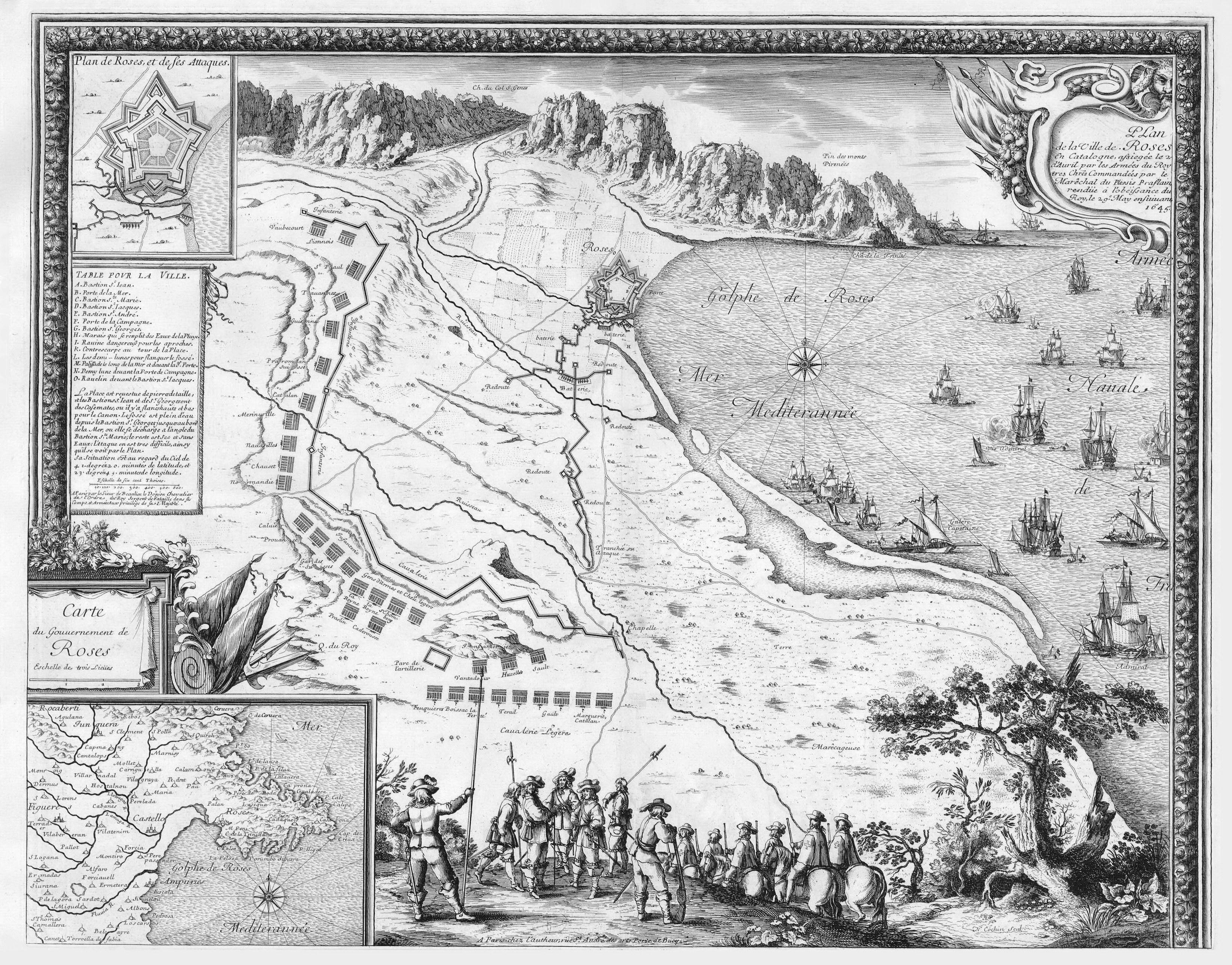
Le siège de la citadelle de Rosas en 1645

Avec la création de l'empire des Habsbourg, le port de Roses devint un centre de communication vital entre les secteurs hispanique et italien de l'empire. En 1552, Charles Quint ordonna la construction de la citadelle de Roses comme centre de défense de tout le golfe. La zone urbaine était incluse à l'intérieur des murs. Sa destruction eut lieu pendant la guerre des faucheurs qui affecta une grande partie de la région entre 1640 et 1659.
À la suite d'une épidémie en 1588, les moines quittèrent leurs quartiers du monastère de Roses qui, en 1592, fut rattaché par ordre papal au Monastère Sainte-Marie d'Amer. En 1792, ceux qui vivaient encore dans le monastère l'abandonnèrent finalement et l'année suivante il fut détruit par les troupes françaises.

## Site des fouilles archéologiques

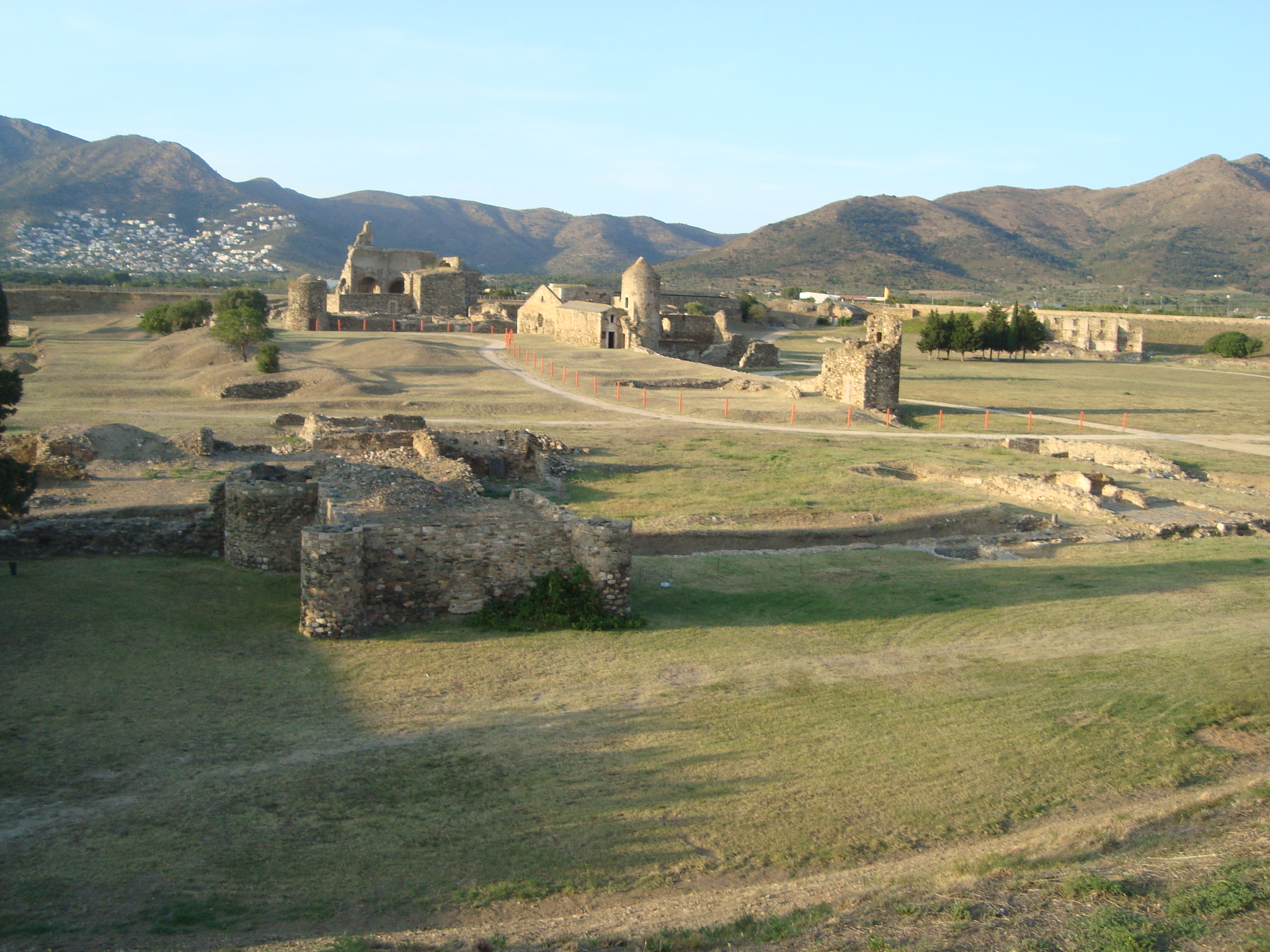
Zone de la citadelle

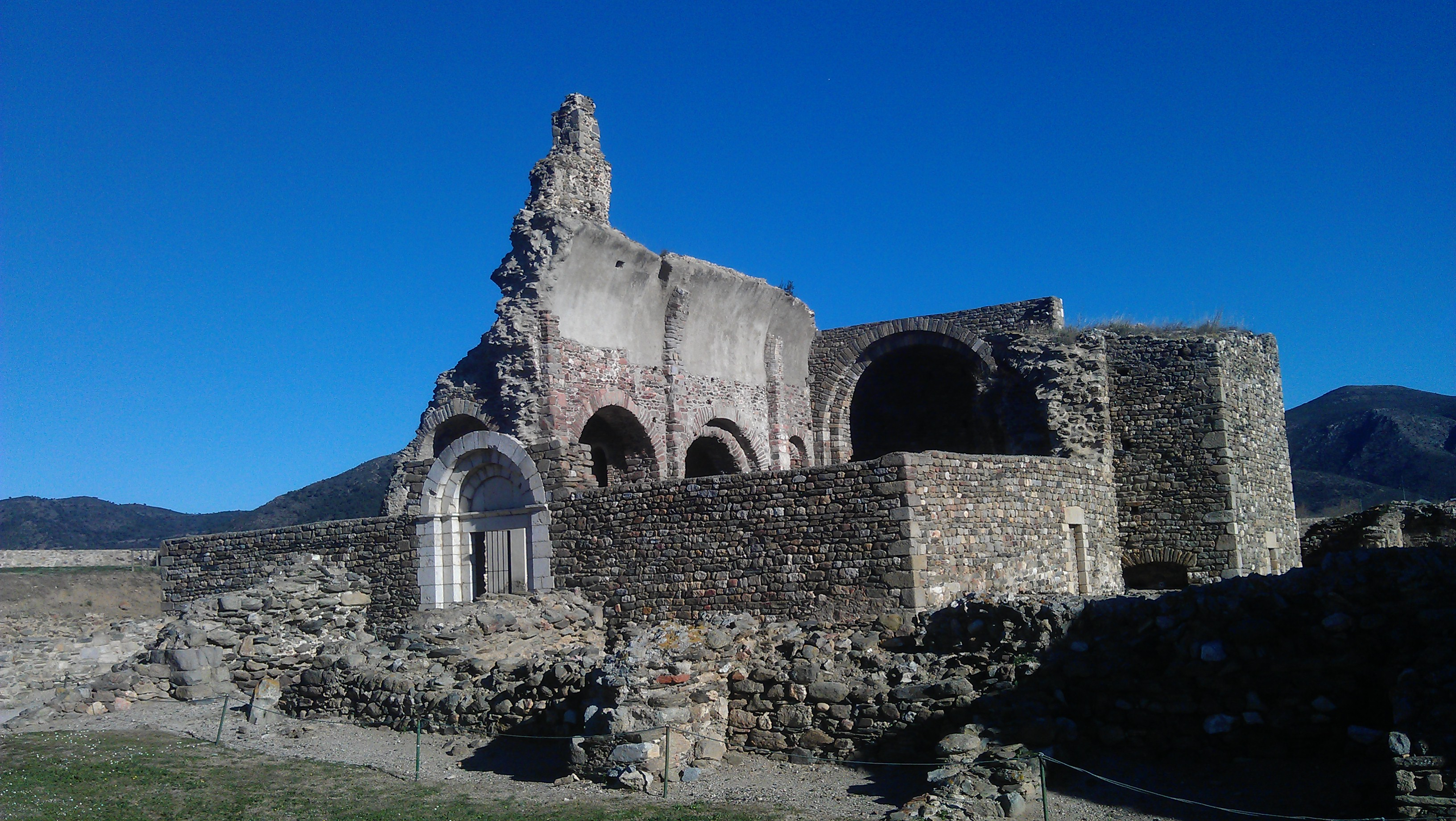
Les ruines du monastère de Santa Maria de Roses

À l’intérieur des murs défensifs de la Citadelle de Roses, des vestiges des périodes antérieures ont été découverts et conservés :
- Époque hellénistique, avec des découvertes et des vestiges des remparts de la colonie grecque et en particulier des objets mis au jour des IVe et IIIe siècles av. J.-C..
- Quartier de la ville romaine, avec des vestiges de bâtiments et de murs du IIe siècle av. J.-C. au VIe siècle apr. J.-C.
- Remparts médiévaux et vestiges du monastère de Santa Maria de Roses (de) du XIe siècle.
- Ruines de bâtiments militaires et fortifications des XVIe siècle et XVIIe siècle.
- Vestiges archéologiques du XIXe siècle.

## Bien culturel national

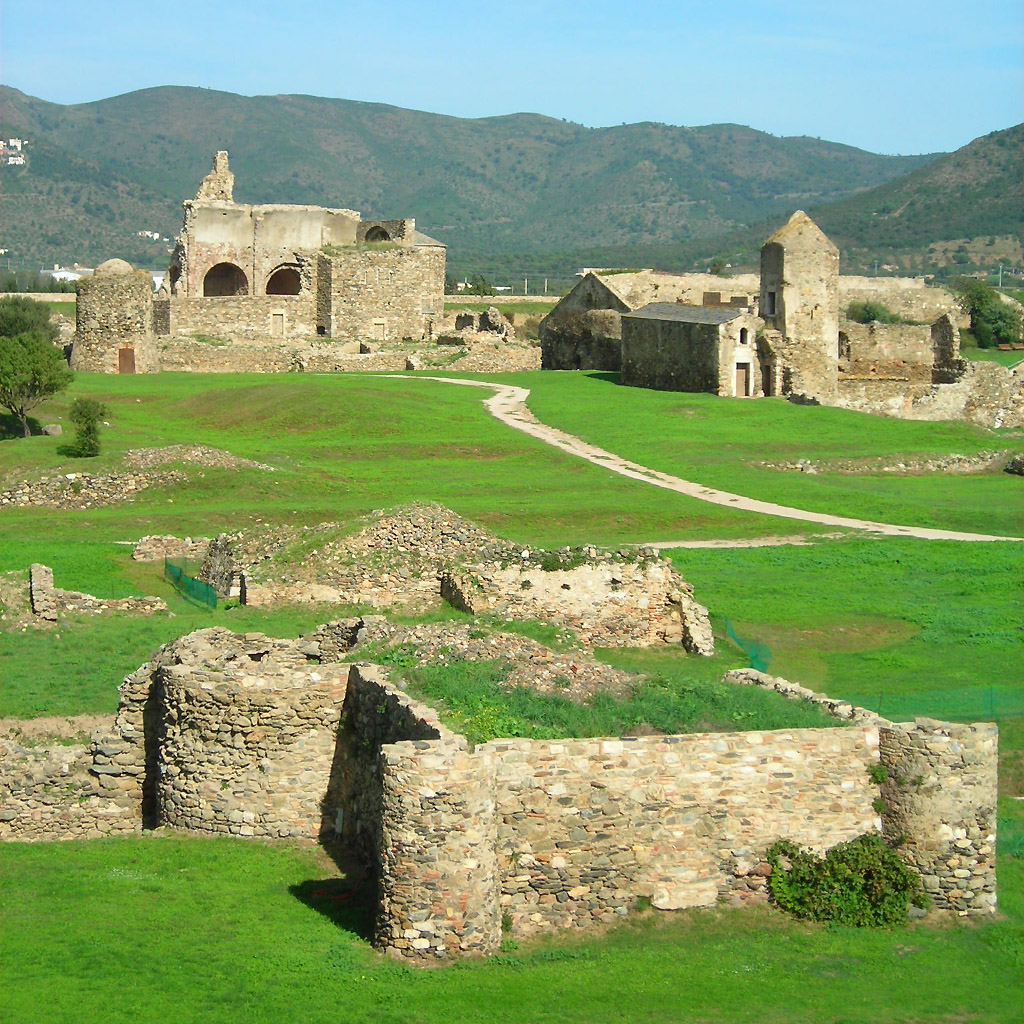
Site archéologique

La Citadelle de Roses a été déclarée monument historique en 1961. Dans le cadre de la restauration en cours de l'ensemble du complexe, les lacunes du mur de la forteresse sont comblées par des briques apparentes et des structures en acier qui s'intègrent de manière moderne et coordonnée dans la structure globale. Les ruines du monastère médiéval de Santa Maria du XIe siècle sont utilisées comme décor pour des événements musicaux et autres spectacles en plein air.
Un musée d'histoire moderne et multimédia a été créé sur le site de la citadelle - à côté du portail d'entrée Porta de Mar - qui présente au public des découvertes archéologiques et des documents de référence. Deux autres salles à l'intérieur du bâtiment du musée sont utilisées pour exposer des objets artistiques changeants, pour fournir de la nourriture aux visiteurs et pour présenter des souvenirs à vendre.

## Galerie

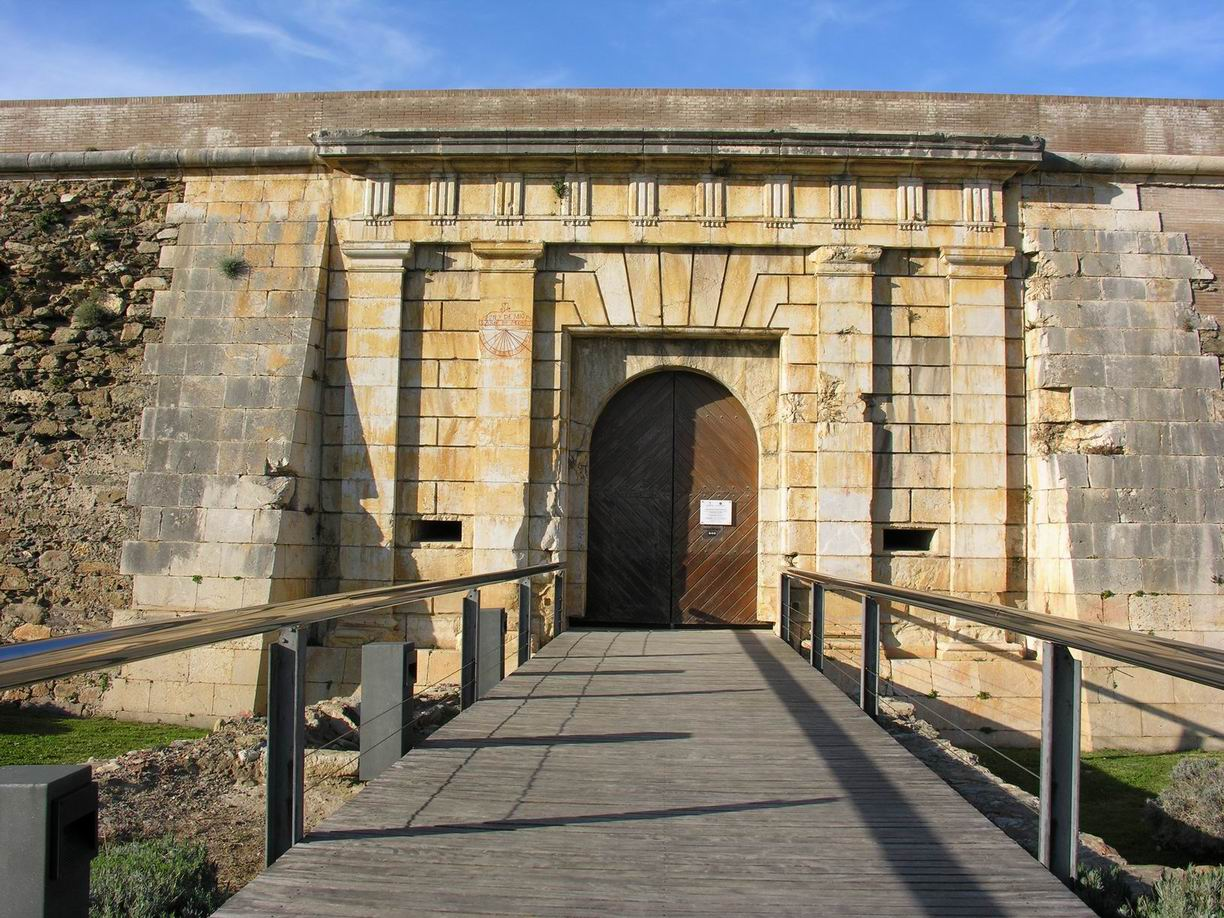
Porta del Mar
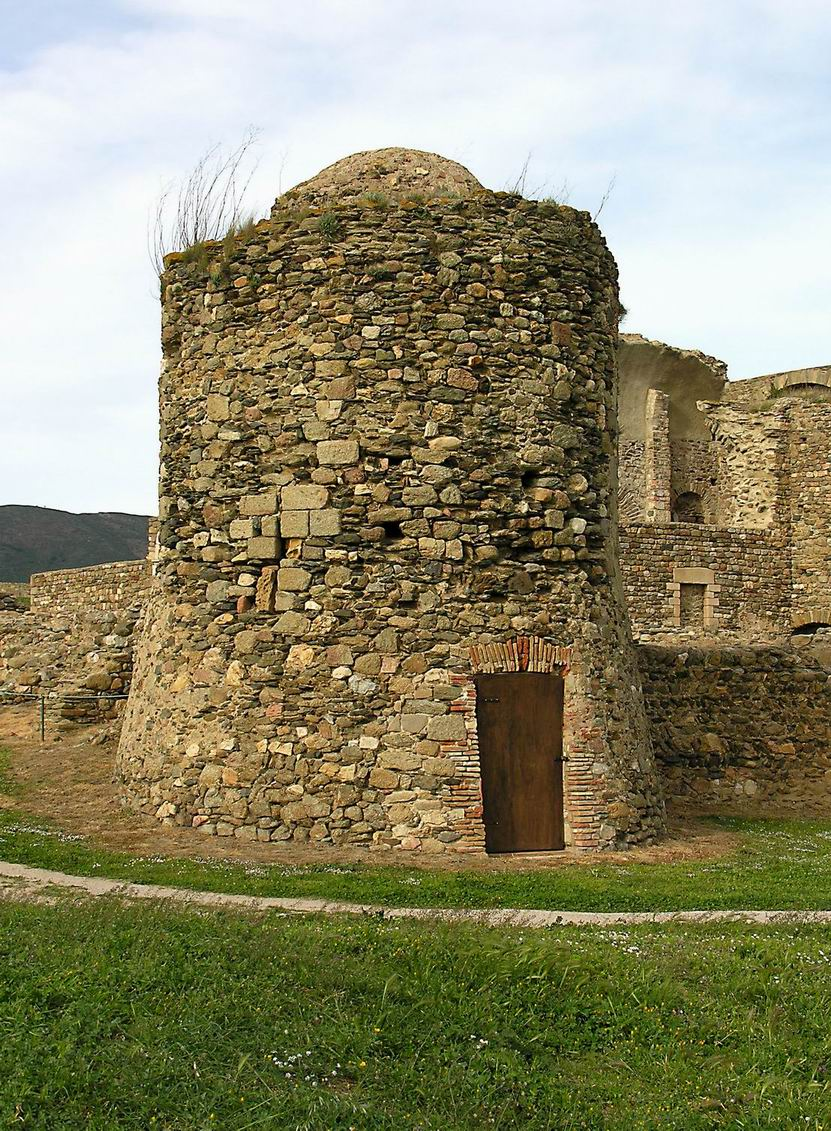
Une tour de l'enceinte
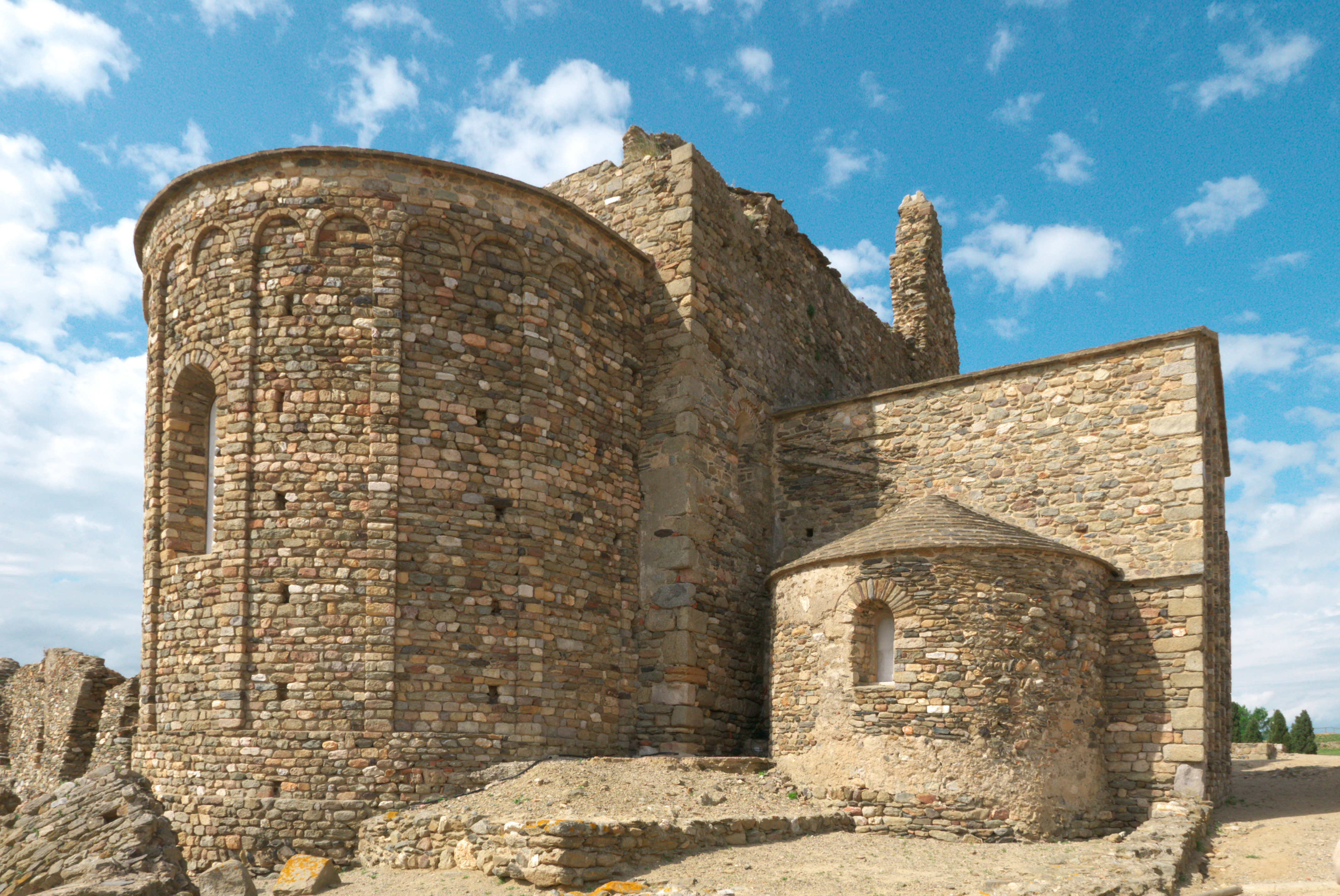
La citadelle